# Reakcja samorzutna
Reakcja samorzutna – reakcja chemiczna zachodząca bez dostarczania energii z zewnątrz, zmierzająca do stanu równowagi chemicznej; jest jednym z rodzajów procesów samorzutnych, zachodzących w kierunku stanu równowagi termodynamicznej. Określanie kierunku reakcji samorzutnych umożliwia statyka chemiczna – dział termodynamiki chemicznej.

## Podstawy statyki chemicznej
Reakcje chemiczne, opisywane równaniami typu:
mA + nB ⇌ pC + qD
zachodzą samorzutnie – bez dostarczania energii z zewnątrz – jeżeli zbliża to układ do stanu najbardziej korzystnego energetycznie (z punktu widzenia tego układu). Jest to stan równowagi chemicznej. W tym stanie stosunek stężeń molowych reagentów w roztworze lub ciśnień cząstkowych reagentów gazowych ma w ustalonych warunkach stałą wartość (zob. prawo działania mas Guldberga i Waagego z 1864 roku):
{\displaystyle K={\frac {[C]^{p}[D]^{q}}{[A]^{m}[B]^{n}}},}
gdzie:
{\displaystyle K} – stała równowagi,
symbole w nawiasach kwadratowych – wartości stężeń odpowiednich reagentów (A, B, C, D),
{\displaystyle m,n,p,q} – współczynniki stechiometryczne.
W formie bardziej ogólnej termodynamiczną stałą równowagi chemicznej wyraża się jako:
{\displaystyle K_{a}={\frac {\Pi a_{i,prod}^{n_{i}}}{\Pi a_{i,sub}^{n_{i}}}},}
gdzie:
Π – symbol iloczynu,
{\displaystyle n+i} – współczynniki stechiometryczne substratów i produktów reakcji,
{\displaystyle a_{i}} – aktywność stężeniowa reagenta {\displaystyle i.}
Utrzymywanie się stałej wartości {\displaystyle K} wynika z ogólnych warunków równowagi termodynamicznej.

## Reakcje izobaryczno-izotermiczne
W przypadkach, gdy ciśnienie i temperatura są niezmienne {\displaystyle (p,T=\mathrm {const} )} wszystkie układy zmierzają samorzutnie do stanu, w którym entalpia swobodna (g):
{\displaystyle g_{T,p}=g_{T,p,minimum}}
i warunek samorzutnego przebiegu wszystkich procesów (w tym reakcji chemicznych) zapisuje się jako:
{\displaystyle dg_{T,p}<0.}
W przypadku samorzutnych reakcji chemicznych maleje wartość {\displaystyle \Delta G,} czyli entalpia swobodna reakcji, odnosząca się do liczby postępu reakcji {\displaystyle \lambda =1} (w stanie równowagi {\displaystyle \Delta G=0}). Warunkiem samorzutnego przebiegu reakcji izobaryczno-izotermicznej jest więc:
{\displaystyle \Delta G<0.}
Zmianę {\displaystyle \Delta G} określa się na podstawie definicji potencjałów chemicznych {\displaystyle (\mu )} i pierwszej zasady termodynamiki:
{\displaystyle \Delta G=\sum {n_{i,prod}\mu _{i,prod}}-\sum {n_{i,subs}\ \mu _{i,subs}},}
{\displaystyle \mu _{i}=\mu _{0i}+RT\ln a_{i},}
{\displaystyle \Delta G=RT\left(\ln {\frac {\Pi a_{i,prod}^{n_{i}}}{\Pi a_{i,sub}^{n_{i}}}}-\ln K_{a}\right).}
Równanie nosi nazwę izotermy reakcji (izotermy van 't Hoffa).
W stanie równowagi:
{\displaystyle \Delta G=0}
{\displaystyle \ln {\frac {\Pi a_{i,prod}^{n_{i}}}{\Pi a_{i,sub}^{n_{i}}}}=\ln K_{a}}
{\displaystyle K_{a}={\frac {\Pi a_{i,prod}^{n_{i}}}{\Pi a_{i,sub}^{n_{i}}}}}

## Reakcje izochoryczno-izotermiczne
Reakcja przebiegająca w stałej temperaturze i objętości (izochoryczno-izotermiczna; {\displaystyle v,T} = const), samorzutna, jeżeli zmniejsza się wartość {\displaystyle \Delta F,} czyli energia swobodna Helmholtza (odnosząca się do liczby postępu reakcji {\displaystyle \lambda =1}).
W stanie równowagi osiągana jest wartość zero:
{\displaystyle \Delta F<0.}
Izoterma van 't Hoffa ma wówczas postać:
{\displaystyle \Delta F=RT\left(\ln {\frac {\Pi a_{i,prod}^{n_{i}}}{\Pi a_{i,sub}^{n_{i}}}}-\ln K_{a}\right).}
Analogicznie jak w przypadku poprzednim (dla {\displaystyle p,T=\mathrm {const} }) stwierdza się, że reakcja samorzutna ustaje, gdy:
{\displaystyle \Delta F=0,}
{\displaystyle \ln {\frac {\Pi a_{i,prod}^{n_{i}}}{\Pi a_{i,sub}^{n_{i}}}}=\ln K_{a},}
{\displaystyle K_{a}={\frac {\Pi a_{i,prod}^{n_{i}}}{\Pi a_{i,sub}^{n_{i}}}}.}